# Xenophthalmodes
Xenophthalmodes is een geslacht van kreeftachtigen uit de klasse van de Malacostraca (hogere kreeftachtigen).

## Soorten
- Xenophthalmodes brachyphallus Barnard, 1955
- Xenophthalmodes dolichophallus Tesch, 1918
- Xenophthalmodes moebii Richters, 1880
- Xenophthalmodes morsei Rathbun, 1932
- Xenophthalmodes semicylindrus (Fabricius, 1798)